# Bronislav Chocholáč
Bronislav Chocholáč (* 30. srpna 1965 Krnov) je český historik a vysokoškolský pedagog působící na Historickém ústavu Filozofické fakulty Masarykovy univerzity v Brně. Odborně se zabývá hospodářskými a sociálními dějinami raně novověké Evropy, moravskými dějinami 16. až 18. století, dějinami venkova a poddaných. 

## Život
Po absolvování gymnázia v Bystřici nad Pernštejnem vystudoval v letech 1984 až 1989 obory český jazyk a historie na Univerzitě Jana Evangelisty Purkyně v Brně (dnešní Masarykova univerzita). V roce 1989 získal titul PhDr. a nastoupil jako učitel na ZŠ v Nedvědici. V roce 1991 působil jako archivář v Moravském zemském archivu, načež se stal odborným asistentem na Historickém ústavu FF MU. V roce 1994 byl zvolen jednatelem Matice moravské a v roce 1998 získal titul Dr. Zabývá se dějinami Moravy raného novověku, hospodářskými a sociálními poměry poddaných a mikrohistorií. 

## Publikace (výběr)
- Chocholáč, B.: Moravský venkov 16. a poč. 17. století : dějepis 5.-9. ročník. Brno : CERM, 1997. 14 s. ISBN 80-7204-052-9.
- Chocholáč, B.: Selské peníze : sonda do finančního hospodaření poddaných na západní Moravě koncem 16. a v 17. století. Brno : Matice moravská, 1999. 186 s. ISBN 80-902304-4-X.
- Chocholáč, B.: Matice Moravská. Dějiny spolku od počátku do současnosti. Brno : Matice moravská, 1997. 32 s. ISBN 80-902304-0-7.
- Chocholáč, B. – Borovský, T. – Pumr, P.: Peníze nervem společnosti. K finančním poměrům na Moravě od poloviny 14. do počátku 17. století. Brno: Matice moravská, 2007. 423 s. ISBN 978-80-86488-42-4.
- Chocholáč B. – Malíř, J. – Knoz, T. –  Vykoupil, L. – Jan, L.: Dějiny Moravy a Matice moravská. Problémy a perspektivy.. Brno : Matice moravská, 2000. 260 s. ISBN 80-86488-01-2